# Německá hokejová reprezentace do 18 let
Německá hokejová reprezentace do 18 let je výběrem nejlepších německých hráčů ledního hokeje v této věkové kategorii. Od roku 1999 se účastní mistrovství světa do 18 let. Tým je řízen Německým svazem ledního hokeje, který je členem Mezinárodní hokejové federace

## Účast na Mistrovství světa v ledním hokeji do 18 let
| MS        | Místo konání                          | Umístění                      |
| --------- | ------------------------------------- | ----------------------------- |
| MS18´1999 | Německo (Füssen a Kaufbeuren)         | 9. místo                      |
| MS18´2000 | Švýcarsko (Kloten a Weinfelden)       | 7. místo                      |
| MS18´2001 | Finsko (Heinola, Helsinky a Lahti)    | 5. místo                      |
| MS18´2002 | Slovensko (Piešťany a Trnava)         | 10. místo                     |
| MS18´2003 | Rusko (Jaroslavl)                     | bez účasti                    |
| MS18´2004 | Bělorusko (Minsk)                     | bez účasti                    |
| MS18´2005 | Česko (Plzeň a České Budějovice)      | 8. místo                      |
| MS18´2006 | Švédsko (Ängelholm a Halmstad)        | 7. místo                      |
| MS18´2007 | Finsko (Rauma a Tampere)              | 8. místo                      |
| MS18´2008 | Polsko (Toruň)                        | 5. místo                      |
| MS18´2009 | USA (Fargo)                           | 10. místo                     |
| MS18´2010 | Bělorusko (Minsk a Babrujsk)          | bez účasti                    |
| MS18´2011 | Německo (Crimmitschau a Drážďany)     | 6. místo                      |
| MS18´2012 | Česko (Brno, Znojmo a Břeclav)        | 6. místo                      |
| MS18´2013 | Rusko (Soči)                          | 8. místo                      |
| MS18´2014 | Finsko (Lappeenranta, Imatra)         | 9. místo                      |
| MS18´2015 | Švýcarsko (Zug, Lucern)               | 10. místo                     |
| MS18´2016 | USA (Grand Forks)                     | bez účasti                    |
| MS18´2017 | Slovensko (Poprad , Spišská Nová Ves) | bez účasti                    |
| MS18´2018 | Rusko Čeljabinsk, Magnitogorsk        | bez účasti                    |
| MS18´2019 | Švédsko Örnsköldsvik a Umeå           | bez účasti                    |
| MS18´2020 | USA Ann Arbor a Plymouth              | zrušeno                       |
| MS18´2021 | USA Frisco a Plano                    | 10. místo                     |
| MS18´2022 | Německo Landshut a Kaufbeuren         | 8. místo                      |
| MS18´2023 | Švýcarsko Basilej, Porrentruy         | 10. místo                     |
| MS18´2024 | neznámá vlajka                        | 1. místo v divizi I skupině A |
| MS18´2025 | USA Frisco, Allen                     | 6. místo                      |